# Mestre Mateo

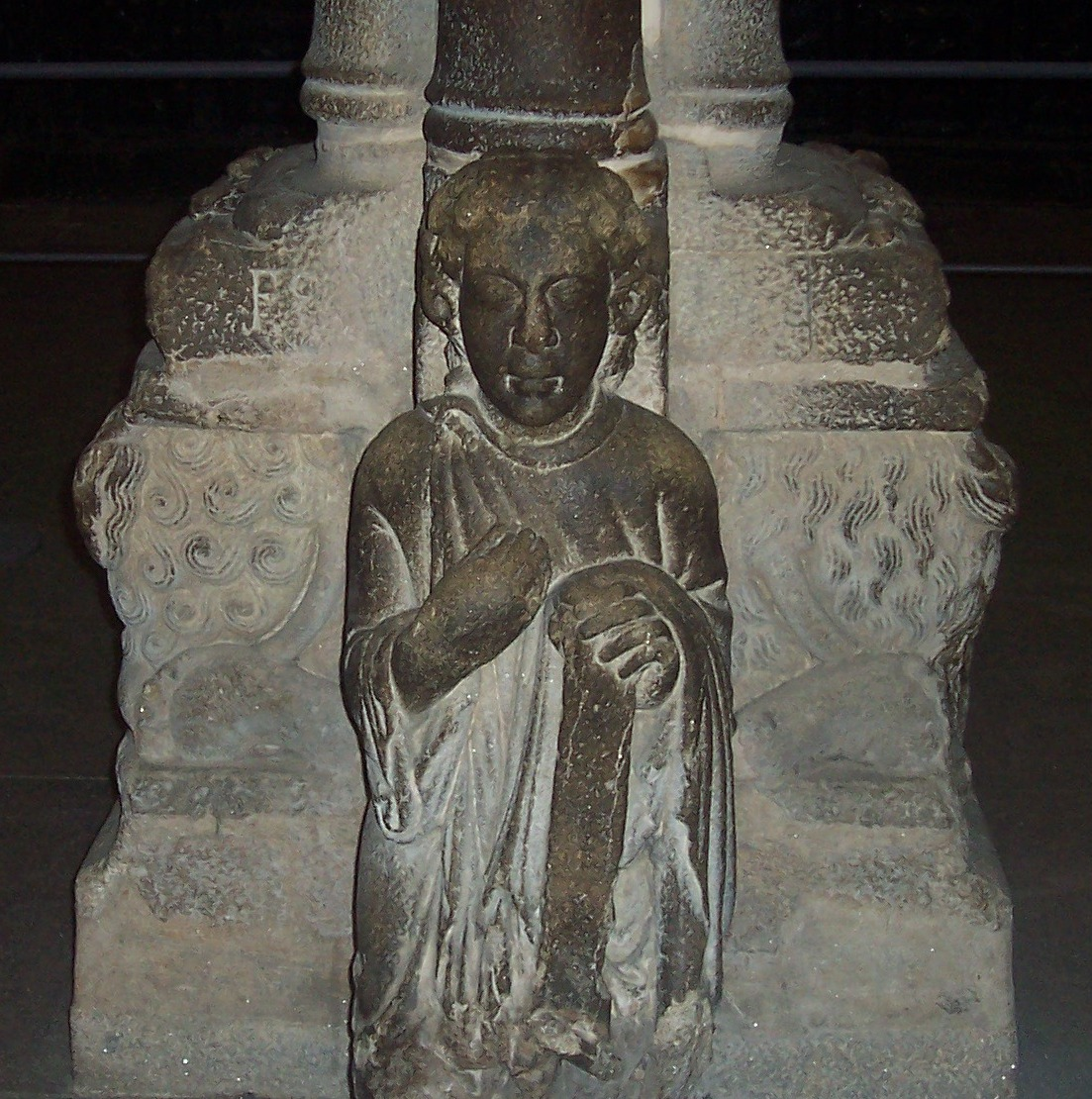
Santo dos Croques, imatge que es creu que representa al Maestro Mateo

El Mestre Mateo (c. 1150 - c. 1200 o c. 1217) fou un arquitecte i escultor actiu a Galícia entre el 1161 i el 1217.
Construí la cripta de la Catedral de Santiago de Compostel·la, i també esculpí el Pòrtic de la Glòria (on hi ha una inscripció: «L'any 1188 de l'Encarnació del Senyor el mestre Mateo ha dirigit l'obra des del començament» que ho testimonia)
Es conserva actualment el document a la catedral del seu inici a les obres (1168). Per realitzar l'obra utilitzà pedra i marbre.

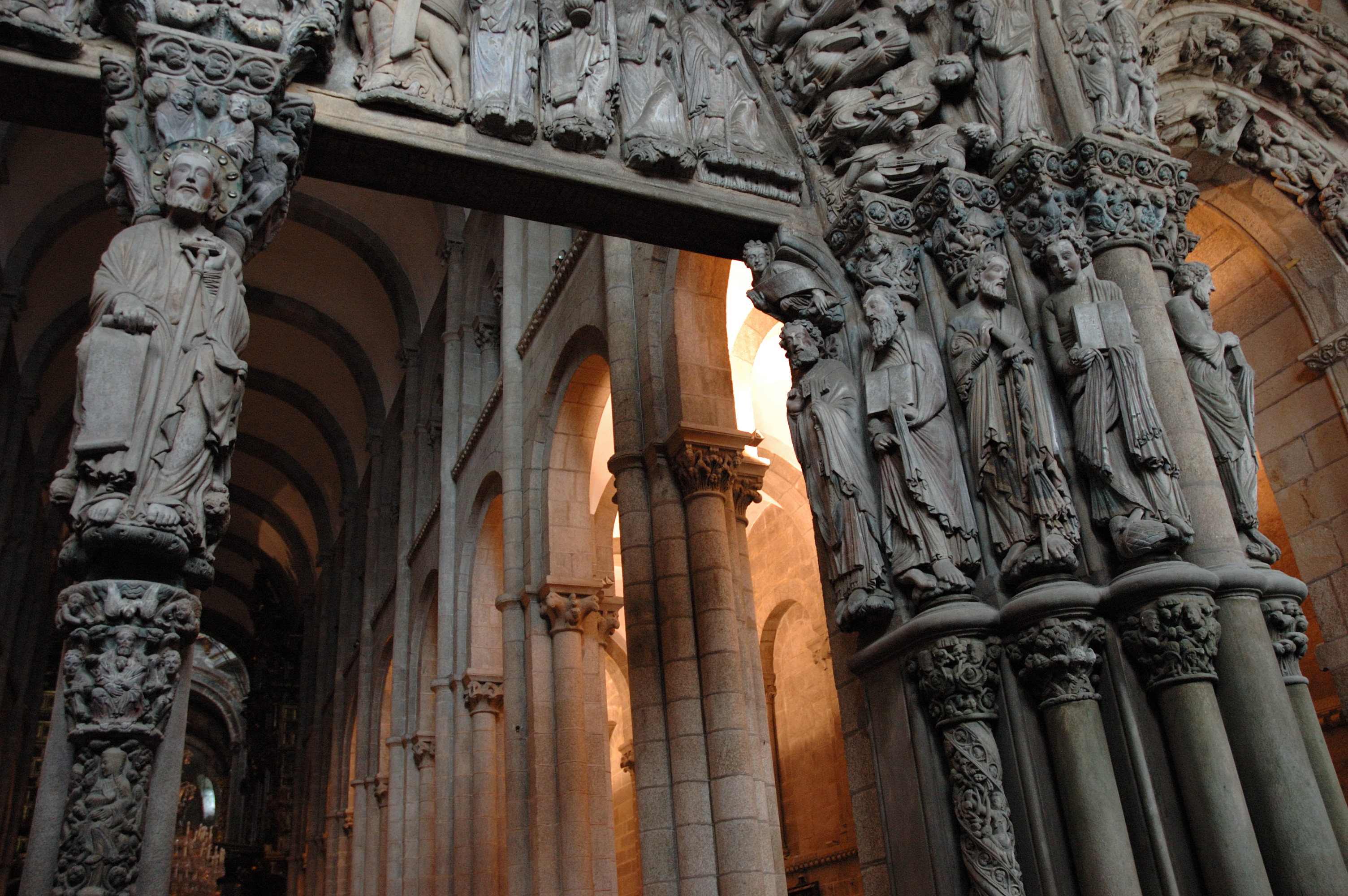
Pòrtic de La Glòria (Santiago de Compostel·la)

El mestre Mateo exercí posteriorment una gran influència a l'obra escultòrica gallega de l'època.